# Lubuski Przełom Odry
Lubuski Przełom Odry, česky lze neoficiálně přeložit jako Lubušský průlom Odry nebo Lubušská soutěska Odry, je geomorfologický celek v západním Polsku a východním Německu. Má polské geomorfologické značení 315.41. Je součástí geomorfologické oblasti Obniżenie Milicko-Głogowskie patřící do geomorfologické subprovincie Pojezierza Południowobałtyckie (Jihobaltské pojezeří), která je součástí geomorfologická provincie Niziny Środkowopolskie (Středopolské nížiny) z rozsáhlého geomorfologického subsystému Středoevropské nížiny. V rámci Polska leží celý geomorfologický celek ve gmině Górzyca a gmině Słubice v okrese Słubice v Lubušském vojvodství a v rámci Německa leží v Braniborsku na polsko-německé státní hranici a v historickém regionu Lubušsko.

## Popis
Lubuski Przełom Odry na severu ohraničuje Kotlina Freienwaldzka, na západě Pojezierze Wschodniobrandenburskie (Východobraniborské pojezeří), na jihu Dolina Środkowej Odry a na východě Pojezierze Łagowskie a Równina Torzymska. Jedná se o úsek veletoku Odra, který má délku cca 25 km, je lemován kopci a který propojuje Pradolinu Warciańsko-Odrzańskou a Pradolinu Toruńsko-Eberswaldzkou. Odra zde vytváří poměrně širokou záplavovou údolní nivu. Typické jsou podzolové půdy a krajina je silně ovlivněna řekou a zaniklými ledovci z doby ledové. Největšími sídly jsou Frankfurt, Słubice, Lebus a Górzyca. Severní konec leží v krajinném parku Park Krajobrazowy Ujście Warty.

## Počasí
Lubuski Przełom Odry se vyznačuje specifickým klimatem, kdy je zde dlouhodobě nejvyšší počet dnů s teplým počasím v Polsku. Průměrně je zde 265,4 teplých dnů za rok. Mrazových dnů je v průměru 69,2 za rok.

## Galerie

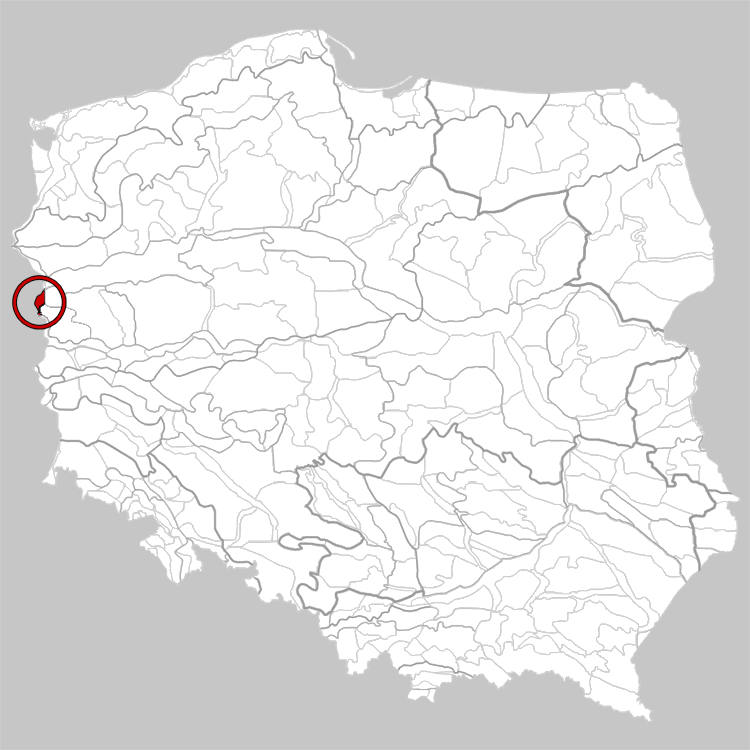
Poloha na mapě Polska